# Sobíšky
Sobíšky (deutsch Sobischek) ist eine Gemeinde in Tschechien. Sie liegt sechs Kilometer nördlich von Přerov und gehört zum Okres Přerov.

## Geographie
Sobíšky befindet sich auf einem Höhenzug in den südlichen Ausläufern der Oderberge über der Mährischen Pforte. Gegen Norden liegt das Tal des Baches Ztracený potok, südlich das der Bečva. Nördlich erhebt sich die Hůrka (301 m), im Südwesten die Vinary und westlich der Sobíšký vrch (318 m).
Nachbarorte sind Tršice und Zákřov im Norden, Lazníky, Vicínov, Veselíčko und Na Skalách im Nordosten, Radvanice und Buk im Osten, Prosenice und Proseničky im Südosten, Lýsky und Vinary im Süden, Čekyně im Südwesten, Borošín, Lhotka und Kokory im Westen sowie Nelešovice und Zábeštní Lhota im Nordwesten.

## Geschichte
Die Ersterwähnung des Ortes erfolgte am 3. November 1275 in einer durch Zášit von Kurovice im Auftrag Ottokar II. Přemysls erstellten Grenzurkunde zwischen den Gütern des Klosters Hradisko und der Stadt Olmütz, auf der auch Slavon von Sobesowicz als Zeuge zeichnete. Sobesowicz fiel danach wieder wüst und wurde wieder neu besiedelt. Nachfolgend wurde Sobiesek zum Zentrum des mährischen Puhonzenrechts (půhončí). Eine Legende berichtet, dass ein mährischer Fürst hier bei Viehhirten Schutz vor einer Räuberbande fand und die Hirten als Dank zu Edelleuten erhoben haben soll. In den Olmützer Ladungsbüchern (knihy půhonné) lassen sich die Puhonzen seit dem letzten Viertel des 14. Jahrhunderts nachweisen. Dies waren Mach von Sobiesicz (1374), Petr, Tomáš und Vaňata von Sobiesek (1375), Pešek von Sobiesek (1397), Jakub von Sobyessek (1405) und Matěj von Sobyessek (1407). Im Jahre 1414 verklagte die Witwe Kordula von Sobiesek Sulík von Konice auf Zahlung der ihr aus einer Morgengabe ihres verstorbenen Mannes zustehenden Gelder. 1516 sind im ältesten Olmützer Steuerregister die Einnahmen des Puhonzen Jan Křehánek von den Puhonzen sieben anderer Ortschaften aufgeführt. Seit 1517 ist der Ortsname Sobíšky nachweisbar. Insgesamt bestanden in Sobíšky 16 freie Puhonzengüter und der Ort bildete eine eigenständige Gemeinde. Nachdem die mährischen Stände auf dem Brünner Landtag von 1595 und dem nachfolgenden Olmützer Landtag von 1596 ihre Ansicht über den Nutzen der Puhonzen revidierten, erfolgte der Beschluss zum Verkauf der Puhonzenhöfe in die Untertänigkeit. 1597 intervenierten die 34 Puhonzen aus sechs mährischen Dörfern bei Kaiser Rudolf II. erfolglos gegen die Abschaffung ihres althergebrachten Bauernadelsstandes, der von Fron und Abgaben befreit und dessen Besitz intabuliert war. Im selben Jahre erfolgte im Olmützer Kreis der Verkauf der Puhonzen, dabei erwarben Friedrich von Zierotin 17, Dietrich Podstatzky von Prusinowitz sechs  und Nikolaus Kobylka von Kobyli fünf Puhonzen. Damit verbunden war der Verlust sämtlicher Privilegien und der Eintritt in die Erbuntertänigkeit. Lediglich sechs Puhonzen fanden keinen Käufer und konnten damit ihre alten Privilegien erhalten. Mit dem Widerstand der Puhonzen befasste sich 1599 erneut der Landtag. Im darauffolgenden Jahre wurde der Verkauf von neun Personen in Sobíšky, fünf Personen in Nelešovice und drei Personen in Předmostí für einen Preis von 792 Gulden auch in der Landtafel fixiert. 1603 wurde der Ausverkauf der Puhonzen erneut Gegenstand der Verhandlungen des Landtags. Infolgedessen erteilte der Landtag 1607 den verbliebenen Puhonzen den Status von Freihöfen. Mit der Verneuerten Landesordnung wurden die Puhonzen durch Kämmerer ersetzt. Die Matriken wurden seit 1629 in Přerov und seit 1706 in Penčice geführt. Bei der zweiten Hufenvisitation von 1675 sind in Sobíšky neun Bauern und ein Häusler als Puhonzen erfasst. Auch 1750 gab es in Sobíšky noch zehn Puhonzen.
Weitere Ortsbezeichnungen waren Sobisski (1691), Sobischek (ab 1771) und Sobisek und Wissky (1794). Im Jahre 1791 bestand das Dorf aus 16 Häusern und hatte 169 Einwohner. 1834 lebten in den gleichbleibend 16 Häusern 138 Personen. Bis zur Mitte des 19. Jahrhunderts blieb Sobížek immer nach Tršice untertänig.
Nach der Aufhebung der Patrimonialherrschaften bildete Sobíšky / Sobischek ab 1850 eine Gemeinde in der Bezirkshauptmannschaft Kremsier. Ab 1855 war Sobíšky dem Bezirk Přerov, 1868 dem Bezirk Kroměříž und ab 1877 wiederum dem Bezirk Přerov zugeordnet. Zu Beginn des 20. Jahrhunderts errichteten die Gemeinden Buk und Sobíšky in Buk eine gemeinschaftliche Schule. Während des Zweiten Weltkrieges wurde am 3. Februar 1945 eine Focke-Wulf Fw 190 über Sobíšky abgeschossen. Dabei brannten zwei Häuser ab. Der 19-jährige Pilot konnte sich mit dem Fallschirm retten; er war noch vom "Endsieg" überzeugt und ließ sich zum Bahnhof fahren, um zu seinem Heimatflugplatz in Oberschlesien zurückzukehren. Die Freiwillige Feuerwehr gründete sich 1952. 1976 wurde Sobíšky dem Örtlichen Nationalausschuss Prosenice angeschlossen und 1984 gänzlich nach Prosenice eingemeindet. Seit 1990 bildet Sobíšky wieder eine eigene Gemeinde. Ab 1996 begann in der Ortslage Macalka der Bau von 20 Einfamilienhäusern. Am 31. Mai 2003 bestand Sobíšky aus 58 Häusern und hatte 165 Einwohner. Schulort ist Prosenice, die katholische Pfarre befindet sich in Penčice.

## Gemeindegliederung
Für die Gemeinde Sobíšky sind keine Ortsteile ausgewiesen.

## Sehenswürdigkeiten
- barocke Kapelle des hl. Antonius von Padua; sie entstand 1660 und wurde 1718 erneuert
- Sandsteinstatue des hl. Augustin aus dem Jahre 1810; sie befand sich ursprünglich rechtsseitig des Weges nach Zábeštní Lhota. Nach einer Beschädigung während des Zweiten Weltkrieges wurde sie in der Kapelle eingelagert, später restauriert und neben der Kapelle aufgestellt
- Puhonzenhaus Nr. 14 mit Portikus an der Vorderfront
- zylindrischer Kalkofen Bašta unterhalb der Trafostation am Hof
- Holzkreuz am Weg nach Vinary
- Jaroš-Kapelle am höchsten Punkt des Katasters an der Straße nach Zábeštní Lhota
- Drbala-Kapelle, am Weg nach Lazníky
- Hof Sobíšky, auch als Schloss bezeichnet, errichtet unter Josef Freiherr von Eichhoff nordwestlich über dem Dorf, seine heutige Gestalt erhielt er 1842